# Terebela
Terebela [pronunciación en polaco: /tɛrɛˈbɛla/] es un pueblo ubicado en el distrito administrativo de Gmina Biała Podlaska, dentro del Distrito de Biała Podlaska, Voivodato de Lublin, en Polonia oriental. Se encuentra aproximadamente a 6 kilómetros al norte de Biała Podlaska y a 100 kilómetros al norte de la capital regional Lublin.
El pueblo tiene una población de 300 habitantes.